# Semiha Berksoy
Semiha Berksoy (Estambul, 24 de mayo de 1910-Estambul, 15 de agosto de 2004) fue una cantante de ópera, pintora, escultora, actriz, diseñadora de vestuario y artista de performance turca.

## Trayectoria
Nació en Çengelköy, Estambul, el 24 de mayo de 1910. Su madre era la pintora Fatma Saime y su padre poeta y contable. Berksoy estudió música y artes visuales en el Conservatorio de Estambul.
Comenzó su carrera de actriz con el papel de Semiha en la primera película sonora turca İstanbul Sokaklarında, dirigida por Muhsin Ertuğrul en 1931. Al principio de su carrera participó en operetas en los escenarios de Estambul. Cantó en la primera ópera turca Özsoy en 1934 (encargada por el presidente Kemal Atatürk y compuesta por Adnan Saygun). Fue reconocida como la primera cantante de ópera turca y recompensada con la oportunidad de ir a la Hochschule für Musik Hanns Eisler Berlin para continuar su formación. Comenzó su carrera musical internacional en 1934, actuando en Turquía, Alemania y Portugal, y se hizo conocida como soprano wagneriana.
En 1939, con motivo del 75º cumpleaños de Richard Strauss en Berlín, cantó el papel de Ariadna en Ariadne auf Naxos, convirtiéndose en la prima donna turca en actuar en un escenario europeo. De regreso a Turquía, trabajó con Carl Ebert, ayudándolo el la creación de la Ópera y el Ballet Estatal de Turquía. Esta iniciativa condujo a la creación de la Etapa Experimental del Conservatorio Estatal de Ankara en 1940.
También fue muy reconocida por su obra pictórica, en la que frecuentemente mostraba una representación de sí misma como una niña pequeña.
Berksoy se retiró de la Ópera de Estambul en 1972. Tras su jubilación, siguió activa principalmente como artista de teatro. A la edad de 90 años, apareció en una escena dramática cantando Liebestod en la ópera de Robert Wilson, The Days Before: Death, Destruction and Detroit III, en el Lincoln Center de Nueva York, representada en 1999.
Murió en Estambul a la edad de 94 años debido a complicaciones relacionadas con una cirugía cardíaca. Le sobrevivió su hija, Zeliha Berksoy.

## Reconocimientos
Fue condecorada con el "Premio de Ópera Atatürk" en la ceremonia del 50º aniversario de la introducción del derecho de las mujeres a votar y ser elegidas y recibió el título de "Artista Estatal" en Turquía en 1998. En 2018, el ministro de Cultura y Turismo, Mehmet Nuri Ersoy, publicó un mensaje con motivo del aniversario de su muerte.
El 24 de mayo de 2019, por motivo de su 109.º cumpleaños, fue homenajeada con un Doodle de Google. Este mismo año, su obra fue exhibida en el Sharjah Biennial 14: Leaving the Echo Chamber, en el Museo de arte de Sharjah de los Emiratos Árabes Unidos.
Fue homenajeada en una exposición Cumhuriyet Kadınları Sahneye Çıkıyor: Cevval, Akılcı, Dirençli, Sabırlı ve İnançlı (en español, Las mujeres republicanas suben al escenario: valientes, racionales, resistentes, pacientes y fieles) organizada en el Goethe-Institut Ankara, del 5 de diciembre de 2023 al 4 de febrero de 2024. Este evento celebró el centenario de la fundación de la República de Turquía y el 90.º aniversario de la obtención del derecho al voto de las mujeres turcas. Berksoy fue celebrada junto con otras cinco mujeres: la arqueóloga Halet Çambel, la arquitecta Mualla Eyüboğlu Anhegger, la informática Marianne Laqueur, la pediatra Erna Eckstein Schlossmann y la arquitecta Margarete Schütte-Lihotzky, por ser mujeres que fueron educadas en la joven República Turca y durante la República de Weimar, y cuyas carreras tuvieron un impacto mundial.
En 2024, su obra fue exhibida por segunda vez en la 60º Bienal de Venecia, casi dos décadas después de haber sido seleccionada por primera vez, en la edición de 2005. Año en el que también se le dedica la primera retrospectiva completa de su obra en Alemania, en el Hamburger Bahnhof, sede del Museum für Gegenwart de Berlín.

## Filmografía
- 1931 - İstanbul Sokaklarında (En las calles de Estambul)
- 1933 - Dios bendiga a Dios
- 1956 - Büyük Sır (El gran secreto)
- 1993 - Karanlık Sular (El cuento de la serpiente)
- 2002 - Biografía de Boulevard